# 명지병원
명지병원은 1987년에 설립된 병원이다. 경기도 고양시 화수로14길 55에 있다.

## 연혁
- 1987년 11월 3일 명지학원에서 새마음종합병원, 새마음한방병원 인수, 명지종합병원 개원
- 2015년 3월1일 서남의대와 교육협력 병원 체결로 '서남대학교 명지병원'으로 이름 임의 변경 (이후 이름 변경 철회)
- 2016년 5월 16일 감염관리 및 위기대응 연구소(IICER) 개소
- 2018년 8월 14일 한양대학교 교육협력병원

## 전문진료센터
- 부인암센터
- 심장혈관센터
- 장기이식센터
- 척추센터
- 뇌졸중센터
- 뇌혈관센터
- 수면센터
- 류마티스센터
- 간센터

## 클리닉
- 대장항문 클리닉
- 비만 클리닉
- 알코올중독 클리닉